# Annie de Jong
Annie de Jong (Anna Maria de Iongh) (Rotterdam, 8 augustus 1890 – Marin County, 31 juli 1983) was een Nederlands violiste en celliste.

## Loopbaan
Ze was dochter van procuratiehouder/commissionair Everhard Johan de Iongh en Johanna Frederika Elizabeth Hartevelt. Ze kreeg haar opleiding aan het Haags Conservatorium, waar zij ook haar diploma haalde. Ze nam lessen bij Anton Witek in Berlijn en Seck te Praag, om vervolgens met de Zweedse zangeres Alma Fohström concerten te geven. In 1906 had ze een concertreis in Nederlands-Indië. Eenmaal terug in Nederland gaf ze concerten in West-Europa.
Ze werd violist bij het Concertgebouworkest. In 1899 en 1906 stond ze als solist voor het Concertgebouworkest onder leiding van Willem Mengelberg. Ze verzorgde op 8 september 1906 de première van Hymne voor viool en orkest van Alphons Diepenbrock begeleid door het Berliner Philharmoniker onder leiding van August Scharrer in het Kurhaus te Scheveningen (zomerresidentie van genoemd orkest). De stem van de soliste zou daarbij verdronken zijn in de orkeststemmen. Zij was ook degene die Peter van Anrooy vroeg om een werk voor viool en orkest dat uitmondde in diens Ballade voor viool en orkest.
Ze leerde in het Concertgebouworkest haar toekomstige man Christiaan Timmner (concertmeester van CO) kennen met wie ze in februari 1911 trouwde. De dag na het huwelijk emigreerde het echtpaar naar de Verenigde Staten. Ze zou daar voornamelijk cello spelen, zoals te zien is in de korte film The three colonial girls van Vitaphone Films (1927 met harpiste Louisa Klos en Jeanette Rogers), als ook in een strijktrio met haar man. Er is nog een optreden van haar bekend in 1945; ze overleed in Marin County in 1983.

## Zus Aletta
Ze is de zuster van Aletta Jacoba de Iongh (Rotterdam, 2 september 1887-Den Haag, 21 oktober 1975). Zij was eveneens violiste en lid van het Concertgebouworkest en het Residentieorkest. Ze was samen met Catharina van Rennes muzieklerares van prinses Juliana. Zij werd door Piet Mondriaan als model gebruikt voor Meisjeskop (1908-1910); ze hadden op dat moment een vriendschapband. 